# Loxosceles lutea
Loxosceles lutea là một loài nhện trong họ Sicariidae.
Loài này thuộc chi Loxosceles. Loxosceles lutea được miêu tả năm 1877 bởi Eugen von Keyserling.